# غاري إي. مارتن
غاري إي. مارتن (بالإنجليزية: Gary E. Martin)‏ هو كيميائي أمريكي، ولد في 1 أكتوبر 1949 في Wilkinsburg, Pennsylvania ‏ في الولايات المتحدة.